# Martim Gonçalves do Carvalhal

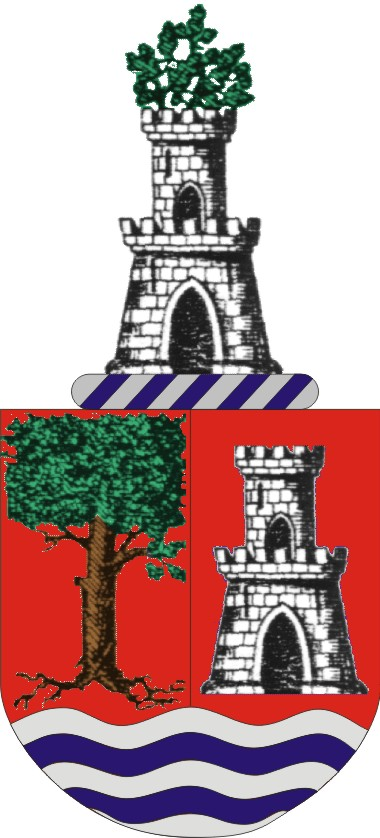
Brasão de armas da família Carvalhal.

Martim Gonçalves (do Carvalhal) foi um nobre medieval do Reino de Portugal.

## Vida
A 20 de Agosto de 1385 D. João I de Portugal confirma a Martim Gonçalves, tio de Fernão Pereira, a doação dos bens que este tinha em Tavira (quartos, quintos, oitavas, direitos de pão, vinho, adega e louça, moinhos da Ribeira, fornos, hortas, foros do Figueiral do Arroios), que com sua autorização real lhe doara seu sobrinho Nuno Álvares Pereira.
Numa confirmação de D. Duarte I de Portugal de 30 de Novembro de 1430 documenta-se que Fernão Martins do Carvalhal, Escudeiro da Casa do Infante D. João, e seu irmão Lopo Martins, Arcediago de Évora, eram filhos de Martim Gonçalves, «tio de nuno aluarez pireyra que foy condestabre» e herdeiro duns bens em Tavira que lhe deixara seu sobrinho Fernando Álvares Pereira, «jrmaão do dito conde».
Ou seja: Martim Gonçalves não casou com uma irmã de D. Nuno Álvares Pereira, como dizem as genealogias tardias. Era seu tio, portanto irmão da mãe de D. Nuno, Iria Gonçalves. O Pereira que aparece na descendência daquele Fernão Martins do Carvalhal vem pela mulher deste, Oriana Pereira, filha de Aires Gonçalves de Figueiredo e sua terceira mulher Leonor Pereira.

## Relações familiares
Foi filho de Pedro Gonçalves de Carvalhal e de sua mulher Aldonça Rodrigues.
Casou com Isabel da Cunha, nascida c. 1366, irmã de Leonor Rodrigues (da Cunha), mulher de Fernando Afonso Correia ou Correa (c. 1351 - d. 9 de Maio de 1405, sep. Guimarães, Igreja de São Francisco), Senhor de Fralães a 7 de Outubro de 1385, Senhor de Valadares e Riba de Mouro de juro e herdade a 21 de Agosto de 1424, Fidalgo do Conselho, com geração, de quem teve: 
1. (natural legitimado) Nuno Martins (do Carvalhal) (c. 1377 - d. 1416), talvez o Nuno Martins que foi legitimado por Carta Real de 26 de Julho de 1416 como filho de Martim Gonçalves, Escudeiro, e de Beatriz Anes, ambos solteiros à data do seu nascimento, casado com Isabel Gonçalves Malafaia (c. 1384 -), sem geração;
2. (bastarda) Constança Anes (c. 1379), que terá tido o nome e patronímico ou pelo menos o patronímico da mãe, com geração de D. Frei Mem Rodrigues de Vasconcelos;
3. Isabel da Cunha (c. 1378 -), casou com D. Álvaro Pereira, Senhor dos direitos reais e rendas das vilas de Sousel, Estremoz, Borba e Vila Viçosa, etc, 2.º Senhor do Morgado de Águas Belas;[1]
4. Lopo Martins do Carvalhal (c. 1380 - c. 1440), Arcediago de Évora, com geração;
5. Vasco Martins do Carvalhal (c. 1383 - 1415), solteiro e sem geração;
6. Fernão Martins do Carvalhal (Tavira, c. 1385 - 1450), alcaide-mor do castelo de Tavira, casado com Oriana Pereira, filha de Aires Gonçalves de Figueiredo (1345 -?) e de sua terceira mulher Leonor Pereira;
7. Luiza (Martins) do Carvalhal (c. 1389 -), com geração de seu primo-sobrinho D. Álvaro Ferreira, depois 33.º Bispo de Coimbra e 29.° Senhor de Coja de juro e herdade.